# Chiang Kai-shek
Chiang Kai-shek o Jiang Jieshi (蔣介石T, Jiǎng JièshíP) (Xikou, 31 ottobre 1887 – Taipei, 5 aprile 1975) è stato un generale e politico cinese.
Nel 1925, dopo la morte di Sun Yat-sen, assunse la guida del Kuomintang (KMT, 國民黨). Comandò la spedizione del Nord per riunificare la Cina contro i signori della guerra del governo Beiyang e nel 1928 emerse vincitore come leader del governo nazionalista della Repubblica di Cina. Chiang guidò la Cina durante la seconda guerra sino-giapponese, nella quale la sua influenza all'interno della Cina si indebolì, ma la sua rilevanza internazionale crebbe, divenendo uno dei quattro grandi capi alleati.
Durante la guerra civile cinese (1927-1949, interrotta durante il Secondo Fronte Unito) Chiang Kai-Shek guidò la fazione nazionalista in lotta con quella comunista. Sconfitto, si ritirò con le sue truppe superstiti sull'isola di Formosa (Taiwan), dove diede vita alla Repubblica di Cina a Taiwan o "Cina nazionale". A Taiwan divenne presidente della Repubblica di Cina per il resto della sua vita.
Instaurò un regime autoritario sia sulla Cina continentale, sia quando governò solo sull'isola di Taiwan. Quest'ultima venne sottoposta alla legge marziale dal 1949 al 1987, all'epoca il più lungo periodo di legge marziale mai imposto nella storia (superato successivamente solo dalla Siria).

## Biografia

### Gli inizi
Chiang Kai-shek nacque nella città di Xikou (溪口鎮), situata all'interno della contea di Fenghua (奉化縣), oggi città di Fenghua (奉化市), dipendente dalla prefettura di Ningbo (寧波府), oggi città prefettizia di Ningbo (宁波市), nella provincia di Zhejiang. Xikou si trova circa 33 km a sud-est di Ningbo. Era figlio di Jiang Zhaocong (蔣肇聰) e Wang Caiyu (王采玉), una famiglia moderatamente prospera di mercanti di sale. Con un matrimonio combinato sposò la compaesana Mao Fumei (毛福梅, 1882-1939), dalla quale ebbe un figlio, Jingguo, e una figlia, Jianhua (建華).
Chiang crebbe in un'epoca in cui le sconfitte contro gli stranieri avevano lasciato la Cina destabilizzata e indebitata, pertanto decise di entrare nell'esercito per contribuire al salvataggio della patria. La sua formazione militare iniziò nel 1906 presso l'accademia militare di Paoting, che però abbandonò nel 1907 per l'accademia militare di Stato giapponese; servì nell'esercito imperiale giapponese dal 1909 al 1911 e lì venne influenzato dai suoi connazionali, che lo convinsero ad appoggiare il movimento rivoluzionario per rovesciare la dinastia Qing e instaurare una repubblica cinese. Nel 1908 Chiang entrò nel Tongmenghui.

### Ascesa al potere
Con lo scoppio della rivolta di Wuchang nel 1911, Chiang fece ritorno in Cina per combattere nella rivoluzione. Servì nelle forze rivoluzionarie, guidando un reggimento a Shanghai, sotto la direzione del suo amico e mentore Chen Qimei. La rivoluzione ebbe infine successo e Chiang divenne un membro fondatore del Kuomintang.

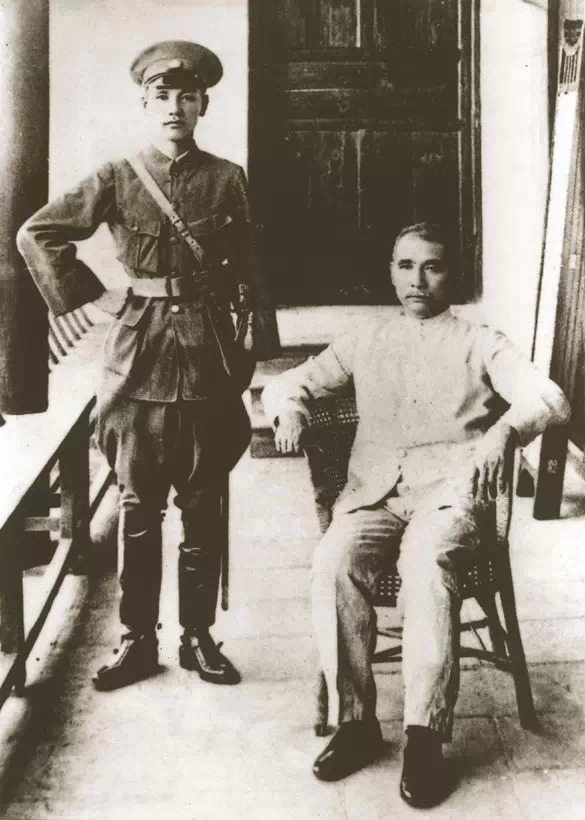
Chiang Kai-shek e Sun Yat-sen negli anni venti

Dopo la presa del governo repubblicano da parte di Yuan Shikai, Chiang divenne il braccio destro di Sun Yat-sen e divise il suo tempo tra l'esilio in Giappone e il rifugio nelle aree di concessione straniera di Shanghai. Qui, Chiang coltivò anche dei legami con il sottobosco criminale dominato dalla famosa "banda verde" e successivamente servì come ufficiale nell'esercito di Chen Jiongming, signore della guerra di Canton. Nel 1923 Sun Yat-sen spostò la sua base di operazioni a Canton e, con l'aiuto del Comintern, intraprese una riforma del Kuomintang, stabilendo un governo rivoluzionario. Nello stesso anno, Sun inviò Chiang Kai-shek a passare tre mesi a Mosca per studiare il sistema politico e militare sovietico. Chiang ritornò a Canton e nel 1924 venne nominato comandante dell'accademia militare di Whampoa. I primi anni a Whampoa gli permisero di addestrare un gruppo di giovani ufficiali a lui fedeli e nel 1925 il proto-esercito di Chiang mise a segno una serie di vittorie contro i rivali locali nella provincia del Guangdong.
Con la morte di Sun Yat-sen nel 1925, all'interno del Kuomintang venne a crearsi un vuoto di potere. Anche se Chiang occupava una posizione piuttosto bassa nella gerarchia civile, attraverso abili manovre politiche fu in grado di emergere. Nel 1925 divenne comandante in capo dell'esercito rivoluzionario nazionale e nel luglio 1926 lanciò la spedizione del Nord, una campagna militare di successo che sconfisse i signori della guerra che controllavano la Cina settentrionale, unificando la nazione sotto il Kuomintang.
Nel gennaio 1927, alleata ai comunisti cinesi e all'agente sovietico Michail Borodin, la sinistra del Kuomintang spostò il governo civile da Canton a Wuhan nella Cina centrale. Dopo aver conquistato Shanghai e Nanchino in marzo, Chiang decise di rompere con la sinistra. Il 12 aprile 1927 Chiang diede il via ad un improvviso e brutale attacco contro migliaia di sospetti comunisti nella regione da lui controllata. Stabilì quindi il suo governo del Kuomintang a Nanchino, appoggiato dai suoi alleati conservatori. I comunisti e altri membri della sinistra vennero epurati dal Kuomintang e i consiglieri sovietici vennero espulsi. Pechino, la capitale dei signori della guerra, venne presa nel giugno 1928.
Il 1º dicembre 1927, Chiang sposò in Giappone Song Meiling, la sorella minore di Song Qingling (vedova di Sun Yat-sen, alla quale era stato proposto in precedenza ma venne prontamente rifiutato). Per compiacere i genitori di Song, Chiang divorziò dalla prima moglie e abbandonò tutte le sue concubine e disse che in seguito si sarebbe convertito al cristianesimo. Fu battezzato nel 1929.

### Guardiano della Cina
Chiang Kai-Shek ottenne il controllo nominale della Cina, ma il suo partito era considerato "troppo debole per fare da guida e troppo forte da rovesciare". Nel 1928, Chiang venne nominato "generalissimo" di tutte le forze cinesi e presidente del governo nazionale, un incarico che resse fino al 1932 e, successivamente, dal 1943 fino al 1948.
Il decennio 1928-1937 fu un periodo di consolidamento del governo di Chiang. Alcuni degli aspetti più estremi delle concessioni e dei privilegi stranieri in Cina vennero moderati attraverso una decisa azione diplomatica. Il governo agì energicamente per modernizzare il sistema giuridico e penale, stabilizzare i prezzi, ammortizzare il debito, riformare il sistema bancario e valutario, costruire ferrovie e strade, migliorare l'assistenza sanitaria pubblica, legiferare contro il traffico di narcotici e aumentare la produzione agricola ed industriale. Significativi progressi vennero compiuti anche nell'istruzione e, in un tentativo di favorire l'unificazione della società cinese, venne lanciato il movimento della nuova vita che poneva l'accento sui valori morali del confucianesimo, mentre il cinese standard venne promosso a lingua ufficiale.
La diffusione dei mezzi di comunicazione incoraggiò ulteriormente un senso di unione e orgoglio tra la popolazione. Questi successi, comunque, vennero contrastati da un costante stato di agitazione, che richiedeva un ulteriore consolidamento politico e militare. Chiang combatté contro la maggior parte dei signori della guerra suoi alleati; nel 1930 una ribellione nella Cina settentrionale causò quasi 250.000 vittime e una quasi bancarotta economica del governo. Nel 1930, a seguito di forti contrasti, ruppe l'alleanza con Hu Hanmin che, nel 1931, riuscì quasi a rovesciare il suo governo.

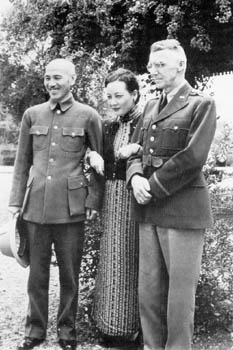
Chiang Kai-shek e sua moglie Song Meiling con il generale Stilwell in Birmania (1942)

Chiang non riuscì ad ottenere la completa eliminazione del Partito Comunista Cinese. I comunisti si raggrupparono nella provincia del Jiangxi, fondando la Repubblica Sovietica Cinese. Grazie al suo anticomunismo, Chiang ottenne l'aiuto di alcuni consiglieri militari tedeschi.
Nella quinta campagna del 1934 riuscì a circondare l'esercito comunista di Mao, che fuggì verso Yan'an con la cosiddetta "lunga marcia".

### Capo della Cina in tempo di guerra
Con l'invasione giapponese della Manciuria nel 1931, Chiang adottò lo slogan "prima la pacificazione interna, poi la resistenza esterna": ciò significava prima sconfiggere i comunisti e poi sfidare direttamente il Giappone. Nel 1934 inferse un duro colpo militare alle truppe comuniste, che dovettero ripiegare in quella che fu ricordata come la lunga marcia. Questa politica però fu considerata estremamente impopolare da alcuni alleati e nel 1936 uno dei comandanti alleati di Chiang, Zhang Xueliang, fu uno degli artefici dell'"incidente di Xi'an". Chiang venne catturato e costretto a creare un fronte unito con i comunisti contro il Giappone; in seguito negò di aver stretto alcun accordo e continuò a combattere i comunisti durante tutta la guerra.
La guerra aperta scoppiò nel 1937. Nell'agosto di quell'anno Chiang inviò per la difesa di Shanghai 500.000 dei suoi soldati meglio equipaggiati ed addestrati. Con circa 250.000 perdite cinesi Chiang sacrificò la sua base politica di ufficiali addestrati a Whampoa ed in seguito spostò il governo nell'interno, nella città di Chongqing. Privo di risorse economiche e industriali, egli non poté contrattaccare e si tenne alla larga per il resto della guerra, preservando il territorio ancora sotto il suo controllo. Divenne direttore generale del Kuomintang il 29 marzo 1938 e lo sarebbe rimasto fino alla morte, il 5 aprile 1975.
Con l'attacco di Pearl Harbor e l'avvio della guerra del Pacifico, la Cina divenne una delle potenze alleate. Durante e dopo la seconda guerra mondiale Chiang e sua moglie Song Mei-ling (che aveva studiato negli Stati Uniti) ottennero il deciso appoggio della lobby cinese degli Stati Uniti, che vedeva in loro la speranza di una Cina cristiana e democratica. Le politiche di Chiang Kai-shek erano lontane dall'essere cristiane o democratiche, ma l'opinione pubblica statunitense ne rimase all'oscuro a causa della forte censura imposta dallo stato in Cina e auto-imposta negli Stati Uniti, durante e dopo gli anni della guerra.

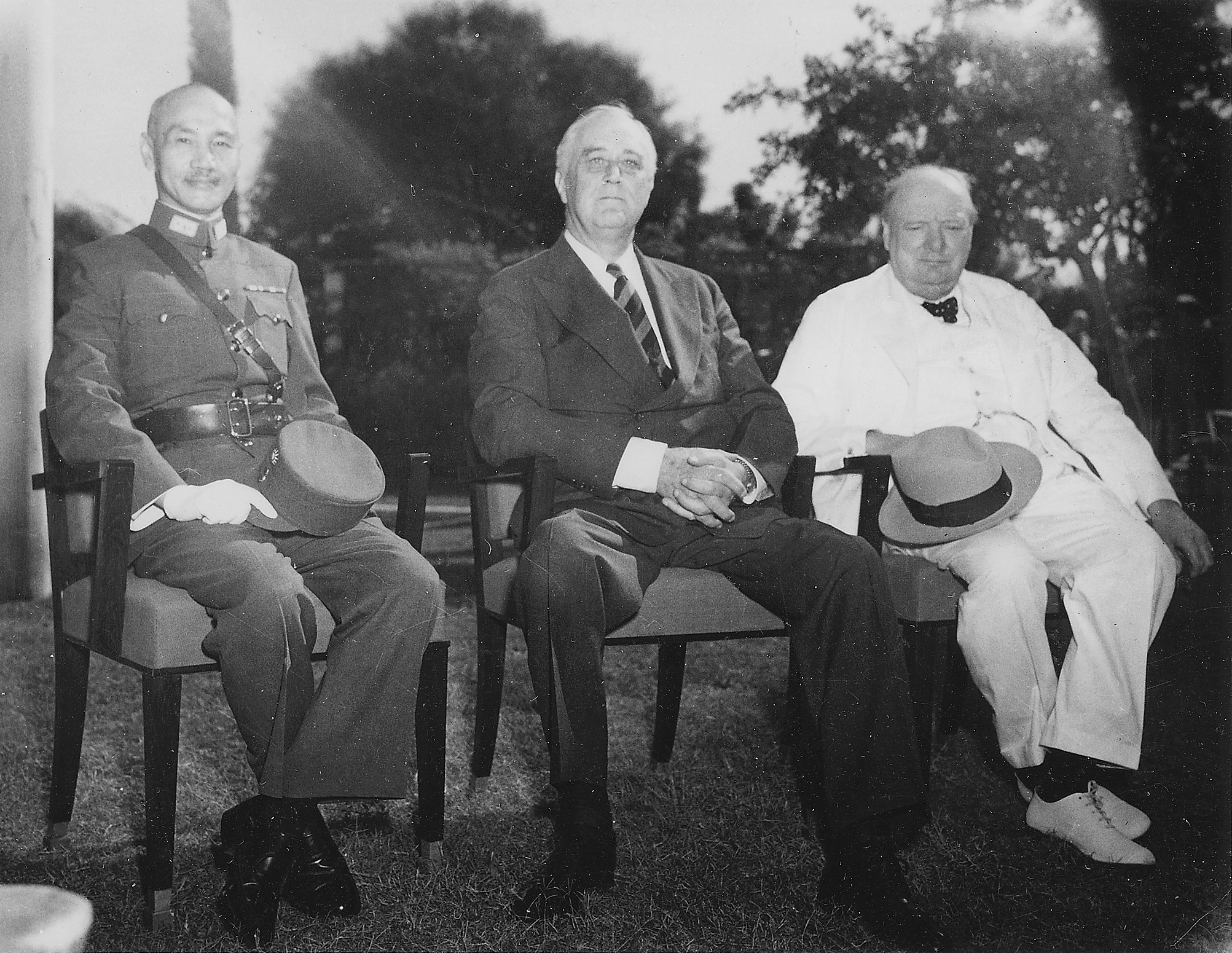
Chiang, Franklin D. Roosevelt e Winston Churchill alla Conferenza del Cairo del 1943

La strategia di Chiang durante la guerra fu di opposizione sia a Mao Zedong che agli Stati Uniti. Gli USA consideravano Chiang come un importante alleato, in grado di accorciare la guerra e di impegnare gli occupanti giapponesi in Cina. Chiang, per contro, usò potenti alleati, come H. H. Kung a Hong Kong, per costruire l'esercito della Repubblica di Cina in previsione del conflitto con le forze comuniste dopo la fine della seconda guerra mondiale. Lo sviluppo di questi fatti non venne ben inteso negli Stati Uniti; l'ufficiale di collegamento statunitense, generale Joseph Stilwell, comprese correttamente che la logica di Chiang era quella di accumulare munizioni per la futura guerra civile invece di combattere i giapponesi, ma non fu in grado di convincere Roosevelt di tale strategia, per cui preziosi armamenti assegnati tramite il Lend-Lease continuarono ad essere inviati e venduti al Kuomintang. Chiang venne riconosciuto come uno dei "grandi quattro" capi alleati, assieme a Roosevelt, Churchill e Stalin, e si recò alla conferenza del Cairo nel novembre 1943, durante la quale la moglie funse da sua interprete e consigliera.
Nella guerra civile per il controllo della Cina, gli Stati Uniti continuarono ad appoggiare Chiang Kai-shek contro l'Esercito popolare di liberazione, guidato da Mao Zedong, nonostante la politica estorsionistica da lui adottata, che gli valse il nomignolo "Cash My Check", come chiaramente descritto nella biografia di Stilwell redatta da Barbara Tuchman. Anche se Chiang ottenne notevole riconoscimento all'estero, il suo governo si stava deteriorando a causa della corruzione e dell'inflazione. La guerra aveva indebolito gravemente i nazionalisti in termini di risorse e popolarità, mentre i comunisti erano rafforzati da organizzazioni guerrigliere che si estendevano in tutte le aree rurali. In base alla nuova Costituzione approvata nel 1947, Chiang venne eletto presidente dall'Assemblea nazionale.
Il 21 gennaio 1949, quando le forze del Kuomintang subirono perdite enormi nella guerra civile contro i comunisti, Chiang si dimise da presidente (e il suo vice Li Zongren ne svolse le veci). All'alba del 10 dicembre 1949 le truppe del Partito Comunista Cinese portarono l'assedio a Chengdu, l'ultima città occupata dal Kuomintang nella Cina continentale, dove Chiang Kai-shek e suo figlio Chiang Ching-kuo diressero la difesa dall'accademia militare. L'aeroplano May-ling li evacuò a Taiwan quello stesso giorno: non sarebbero più ritornati nella Cina continentale.

### Presidente a Taiwan

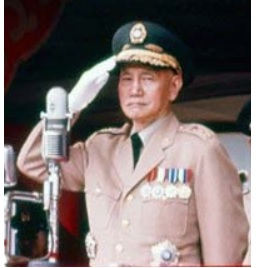
Chiang il 10 ottobre 1966

Chiang spostò il governo a Taipei (Taiwan), dove riprese l'incarico di presidente il 1º marzo 1950. Chiang venne rieletto presidente della Repubblica di Cina il 20 maggio 1954 e poi ancora nel 1960, 1966 e 1972. In questa posizione continuò a reclamare la sovranità su tutta la Cina. Nel contesto della guerra fredda, gran parte del mondo occidentale riconobbe questa posizione e la Repubblica di Cina rappresentò la Cina alle Nazioni Unite e in altre organizzazioni.
Nonostante la costituzione democratica, il governo di Chiang fu autoritario; le "condizioni temporanee in vigore durante il periodo della ribellione comunista" ampliarono molto il potere presidenziale e l'obiettivo di "riconquistare il continente" permise al Kuomintang di mantenere il monopolio del potere.
Sconfitto dai comunisti, Chiang epurò i membri del Kuomintang precedentemente accusati di corruzione e importanti figure del precedente governo, come H. H. Kung e T. V. Soong si auto-esiliarono negli Stati Uniti. I generosi aiuti statunitensi e la sana infrastruttura giapponese gettarono le fondamenta del successo economico di Taiwan.

### Morte
Nel 1975, ventisei anni dopo la sua fuga a Taiwan, Chiang morì a Taipei, all'età di 87 anni. Nei mesi precedenti aveva sofferto di un grave attacco di cuore e di polmonite; spirò alle 23:00 del 5 aprile 1975 a causa di un collasso renale, aggravato dai problemi al cuore. Venne dichiarato un mese di lutto, durante il quale al popolo taiwanese venne richiesto di indossare delle fasce nere al braccio. La televisione trasmise in bianco e nero e tutti i banchetti e le celebrazioni vennero vietati. La salma di Chiang venne messa in una bara di rame e interrata "temporaneamente" nella sua residenza preferita a Tzuhu, nei pressi di Tahsi (contea di Taoyuan). Quando il figlio Chiang Ching-kuo morì nel 1988, venne anch'egli inumato in un mausoleo separato nei pressi di Touliao.
La speranza era che entrambi venissero seppelliti nel loro luogo natale a Fenghua, una volta recuperata la Cina continentale. Nel 2004 Chiang Fang-liang, la vedova di Chiang Ching-kuo, chiese che padre e figlio venissero seppelliti nel cimitero militare di Wuchih, a Sijhih (contea di Taipei). La cerimonia dei funerali di stato venne prevista per la primavera del 2005. Chiang Fang-liang e Song Mayling hanno accettato nel 1997 che gli ex leader venissero sepolti a Taiwan, ma dovrebbero essere traslati nella Cina continentale in caso di una riunificazione.

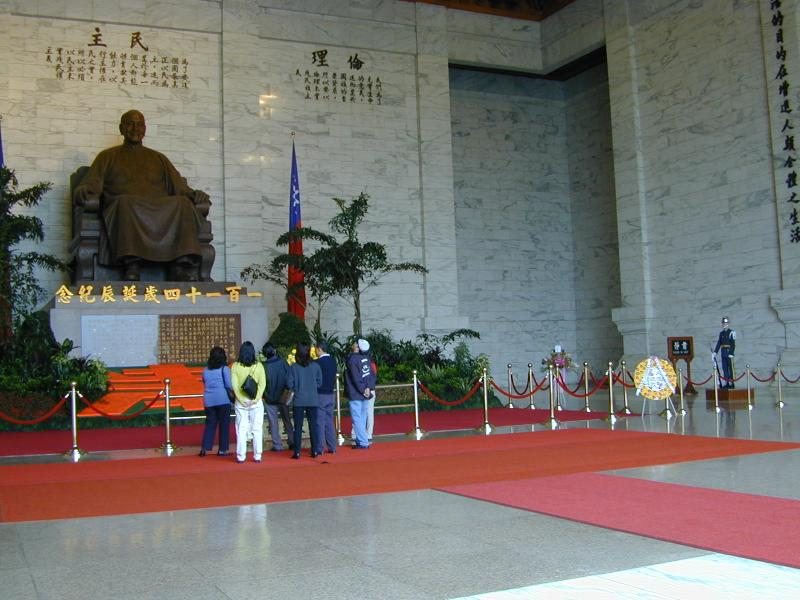
Il monumento commemorativo a Chiang Kai-shek, inaugurato nel quinto anniversario della sua morte (1980)

Il successore di Chiang come presidente fu il suo vice Yen Chia-kan, anche se il potere reale passò al figlio Chiang Ching-kuo, che era Primo ministro, e divenne presidente dopo che il mandato di Yen ebbe termine tre anni dopo.

### Eredità
Sebbene sia una delle figure principali della storia cinese, Chiang Kai-shek non riuscì a coltivare nel popolo cinese l'affetto di Sun Yat-sen o la considerazione di Mao Zedong. In quanto nemesi di Mao, nella Cina continentale è stato considerato come un capo che non servì gli interessi della nazione, accusato sia di aver evitato di impegnarsi con tutte le forze contro i giapponesi, sia di aver cercato di spezzare la fazione comunista. Chiang Kai-shek rimane inoltre una figura impopolare anche a Taiwan, a causa del suo governo autoritario sull'isola.
Fin dalla democratizzazione degli anni novanta, le sue immagini tendono a scomparire dagli edifici pubblici, dalle monete e dalle banconote e, in netto contrasto con Sun Yat-sen e suo figlio Chiang Ching-kuo, il suo ricordo viene raramente invocato dagli attuali partiti politici, compreso il Kuomintang. Comunque sostenitori e avversari gli riconoscono il merito di aver unificato la Cina contro i signori della guerra e averla portata sulla ribalta internazionale durante la seconda guerra mondiale.
Chiang Kai-shek è sepolto nel mausoleo di Cihu, in Taiwan.

## Mogli

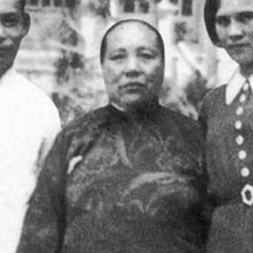
Mao Fumei (毛福梅, 1882-1939). Morì nella guerra sino-giapponese durante un bombardamento.
Yao Zhicheng (姚冶誠, 1889-1972). Fuggì a Taiwan e morì a Taipei.
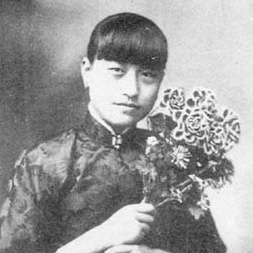
Chen Jieru (陳潔如, 1906-1971). Visse a Shanghai. Si spostò in seguito a Hong Kong, dove morì.
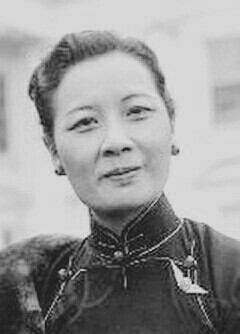
Song Meiling (宋美齡, 1898-2003). Si auto-esiliò a New York dopo la morte di Chiang.

## Nomi
Come molte altre figure storiche cinesi, Chiang Kai-shek ha usato diversi nomi nel corso della sua vita, ed egli è noto con diversi di questi nomi.
Il "vero" nome di Chiang Kai-shek (il concetto di nome vero o originale non è così netto in Cina come lo è nel mondo occidentale), il nome iscritto nei registri genealogici della sua famiglia, è Jiang Zhoutai (蔣周泰). Questo "nome di registro" (譜名) è il nome con il quale era noto ai membri della sua famiglia, ed è il nome che venne usato in occasioni formali, come quando si sposò. Tradizionalmente, questo nome non veniva usato nelle relazioni con persone al di fuori della famiglia, e nella Cina continentale o a Taiwan, poche persone sanno che il suo vero nome era Jiang Zhoutai (anche se altre figure storiche come Mao Zedong sono note con il loro "nome di registro").
Questo nome, comunque, non era il nome che ricevette alla nascita. Tradizionalmente, le famiglie cinesi attendevano un certo numero di anni prima di dare un nome ufficiale alla loro prole. Nel frattempo, usavano i cosiddetti "nomi di latte" (乳名) che venivano dati ai neonati poco dopo la nascita, e che erano noti solo ai parenti più stretti. Quindi, il nome che Chiang Kai-shek ricevette alla nascita fu Jiang Ruiyuan (蔣瑞元), ma ancora una volta questo è un fatto raramente conosciuto in Cina o a Taiwan, e solo i suoi genitori avrebbero usato il nome Ruiyuan per chiamarlo.
Nel 1903, l'allora sedicenne Chiang Kai-shek andò a studiare a Ningbo, ed egli scelse il cosiddetto "nome scolastico" (學名). Il "nome scolastico" era il nome formale di una persona, il nome usato dalle persone più anziane per chiamarla, ed è quindi il nome che la persona avrebbe usato per i primi decenni della sua vita (con il crescere della persona, le generazioni più giovani avrebbero usato uno dei nomi di cortesia). Colloquialmente, il "nome scolastico" viene detto "grande nome" (大名), mentre il "nome di latte" è noto come il "piccolo nome" (小名). Il "nome scolastico" che Chiang Kai-shek scelse per sé era Zhiqing (志清 - che significa "purezza di intenti"). Per i quindici anni successivi all'incirca, Chiang Kai-shek fu noto come Jiang Zhiqing. Questo è il nome con cui Sun Yat-sen lo conobbe quando Chiang si unì ai repubblicani nel Canton negli anni '10.
Nel 1912, quando Chiang Kai-shek era in Giappone, iniziò ad usare il nome Jiang Jieshi (蔣介石) come pseudonimo per gli articoli che pubblicava in una rivista cinese da lui fondata (la Voce dell'esercito - 軍聲). Questo nome, Jieshi, divenne ben presto il suo nome di cortesia (字). Sono circolate molte interpretazioni di questo nome. Alcuni pensano che il nome venne scelto dal classico libro cinese; il libro dei mutamenti, altri evidenziano che jie (介), il primo carattere del nome di cortesia, è anche il primo carattere del nome di cortesia del fratello e di altri parenti maschi della sua generazione, mentre il secondo carattere del suo nome di cortesia shi (石 - che significa "pietra") ricorda il secondo carattere del suo "nome di registro" tai (泰 - il famoso Monte Tai della Cina). I nomi di cortesia in Cina cercano spesso di mantenere un legame con il vero nome della persona. Poiché il nome di cortesia è il nome usato dalla gente della stessa generazione per chiamare una persona, Chiang Kai-shek divenne noto con questo nuovo nome, pronunciato Jieshi in cinese, ma pronunciato Kai-shek in cantonese. Siccome i repubblicani erano basati a Canton (nell'area di lingua cantonese), Chiang Kai-shek divenne noto agli occidentali con la romanizzazione dal cantonese del suo nome di cortesia. Nella Cina continentale, questo è ancora il nome con il quale è comunemente noto tutt'oggi, ma pronunciato in mandarino: Jiang Jieshi.
Nel 1917 o 1918, quando Chiang stava diventando una figura di spicco tra i repubblicani e si avvicinò a Sun Yat-sen, cambiò il suo nome da Jiang Zhiqing a Jiang Zhongzheng (蔣中正). Questa fu una scelta intelligente. Sun Yat-sen era (ed è ancora) noto in Cina come Zhongshan (中山 - che significa "montagna centrale"). Adottando il nome Zhongzheng ("rettitudine centrale"), egli stava scegliendo un nome molto simile a quello di Sun Yat-sen, stabilendo uno stretto legame tra i due. Il significato di rettitudine, o ortodossia, implicato dal suo nome, lo poneva anche come legittimo erede di Sun Yat-sen e delle sue idee. Non sorprendentemente, i comunisti cinesi rifiutarono sempre l'uso di questo nome, ed esso non è molto conosciuto nella Cina continentale. Comunque, questo nome venne facilmente accettato dai membri del Partito Nazionalista, e questo è il nome col quale Chiang Kai-shek è ancora ufficialmente noto a Taiwan. Spesso il nome viene abbreviato nel solo Zhongzheng (Chung-cheng nella traslitterazione Wade-Giles). I visitatori che arrivano all'Aeroporto internazionale Chiang Kai-shek di Taipei vengono accolti da cartelli in cinese che danno il benvenuto all'Aeroporto internazionale Chung-cheng. Similarmente, il più grande monumento di Taipei, il Memoriale di Chiang Kai-shek viene chiamato ufficialmente in cinese il Memoriale di Chung-cheng.
Il suo nome veniva anche scritto ufficialmente a Taiwan come "L'Ultimo Presidente (spazio) Lord Chiang" (先總統 蔣公), dove lo spazio della larghezza di un carattere indicava rispetto; questa usanza perse popolarità dopo la democratizzazione di Taiwan negli anni novanta. Chiang veniva chiamato anche "the Gimo" (abbreviazione di "Generalissimo") da alcuni stranieri di lingua inglese, specialmente dagli statunitensi durante la Seconda guerra mondiale.